# Steinerne Brücke
 (septembre 2024).
La mise en forme du texte ne suit pas les recommandations de Wikipédia : il faut le « wikifier ».
Les points d'amélioration suivants sont les cas les plus fréquents. Le détail des points à revoir est peut-être précisé sur la page de discussion.
- Les titres sont pré-formatés par le logiciel. Ils ne sont ni en capitales, ni en gras.
- Le texte ne doit pas être écrit en capitales (les noms de famille non plus), ni en gras, ni en italique, ni en « petit »…
- Le gras n'est utilisé que pour surligner le titre de l'article dans l'introduction, une seule fois.
- L'italique est rarement utilisé : mots en langue étrangère, titres d'œuvres, noms de bateaux, etc.
- Les citations ne sont pas en italique mais en corps de texte normal. Elles sont entourées par des guillemets français : « et ».
- Les listes à puces sont à éviter, des paragraphes rédigés étant largement préférés. Les tableaux sont à réserver à la présentation de données structurées (résultats, etc.).
- Les appels de note de bas de page (petits chiffres en exposant, introduits par l'outil «  Source ») sont à placer entre la fin de phrase et le point final[comme ça].
- Les liens internes (vers d'autres articles de Wikipédia) sont à choisir avec parcimonie. Créez des liens vers des articles approfondissant le sujet. Les termes génériques sans rapport avec le sujet sont à éviter, ainsi que les répétitions de liens vers un même terme.
- Les liens externes sont à placer uniquement dans une section « Liens externes », à la fin de l'article. Ces liens sont à choisir avec parcimonie suivant les règles définies. Si un lien sert de source à l'article, son insertion dans le texte est à faire par les notes de bas de page.
- La présentation des références doit suivre les conventions bibliographiques. Il est recommandé d'utiliser les modèles {{Ouvrage}}, {{Chapitre}}, {{Article}}, {{Lien web}} et/ou {{Bibliographie}}. Le mode d'édition visuel peut mettre en forme automatiquement les références.
- Insérer une infobox (cadre d'informations à droite) n'est pas obligatoire pour parachever la mise en page.

Pour une aide détaillée, merci de consulter Aide:Wikification.
Si vous pensez que ces points ont été résolus, vous pouvez retirer ce bandeau et améliorer la mise en forme d'un autre article.
Pour les articles homonymes, voir Pont de pierre.
Le pont de pierre, appelé Steinerne Brücke en allemand, est le bâtiment le plus important de Ratisbonne après la cathédrale de Ratisbonne. Avec l'homme du pont, appelé Bruckmandl ou Brückenmännchen, le pont de pierre a très tôt constitué un monument célèbre, dont la popularité s'est conservée jusqu'aujourd'hui.
Avec une période de construction de 1135 à 1146 au plus tard, le pont de pierre, entièrement construit en pierre, est considéré comme un chef-d'œuvre de l'architecture médiévale et le plus ancien pont survivant d'Allemagne.

## Emplacement et importance du pont
Après sa construction, le pont de pierre est l'unique pont sur le Danube entre Ulm et Vienne. Il acquiert rapidement une grande importance en tant que liaison entre les routes commerciales de longue distance reliant les centres commerciaux du sud des Alpes avec les régions très commerçantes du nord de l'Europe. En tant que centre de transbordement, Ratisbonne a fortement bénéficié des recettes douanières du commerce à longue distance. Le pont a également facilité les échanges avec la région située sur la rive nord du Danube. Pendant 800 ans, le pont est resté le seul pont traversant les deux bras du Danube dans la zone urbaine de Ratisbonne. Le pont des Nibelungen, construit en 1938, fut le deuxième pont qui traversait également les deux bras du Danube.

## Description
Le pont est un pont voûté en pierre naturelle comportant 16 arcs segmentaires, dont 14 seulement sont visibles aujourd'hui. La première arche du pont et le premier pilier du côté sud du pont ont été entièrement enterrés en 1551 lors de la reconstruction de l'ancienne grange à sel d'Amberg à l'ouest, et servent depuis de fondations à la tour sud du pont. La 16e arche est presque entièrement recouverte par une place, aujourd'hui appelée le bazar de Stadtamhof . De ce fait, le pont mesure 309m de long aujourd'hui, contre initialement 336m.
Le pont traverse le Danube du nord au sud. Il n'est pas construit en ligne droite, mais s'incurve légèrement vers l'est et suit les conditions du sous-sol et prend en compte le cours de l'écoulement du Danube. Il s'élève vers le milieu, avec une hauteur maximale de 5,50 m. Les piliers sont d'épaisseur inégale et ont des orientations légèrement différentes. Les voûtes du pont sont également différentes en taille et en orientation. Les 16 arches ont une largeur totale variant entre 10,45 m et 16,70 m.

### Sculptures
Plusieurs sculptures ont autrefois décoré le pont. Une seule subsiste aujourd'hui, le Bruckmandl (homme du pont en dialecte bavarois).

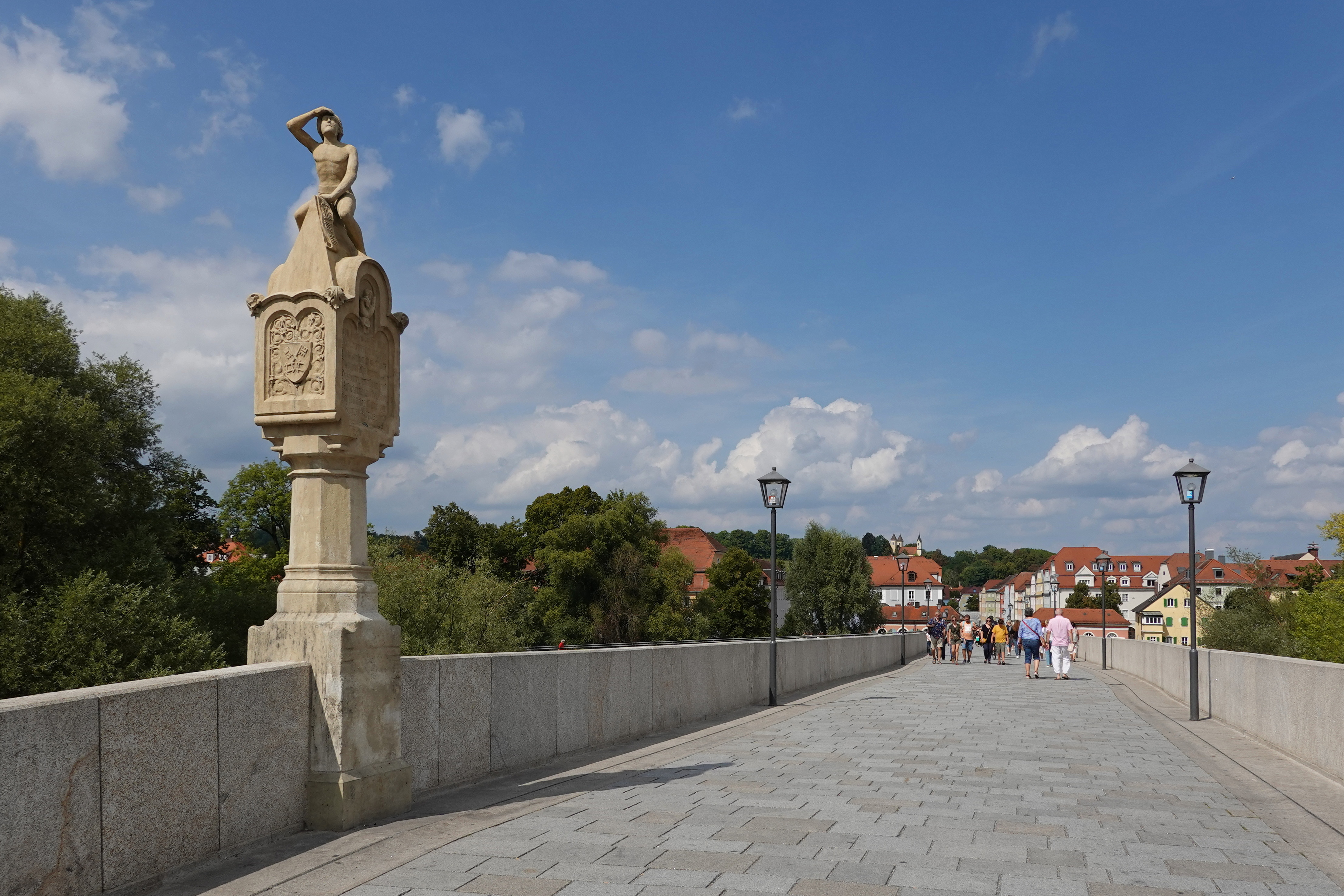
Bruckmandl (homme du pont) sur le pont de pierre

### Tours du pont
Des trois anciennes tours du pont, il ne reste que la tour sud. Aujourd'hui appelée Brückturm, elle fut construite au 13e siècle . Elle possède une importance particulière en tant que porte d'entrée de la ville. Aujourd'hui, la Brückturm est un point de rencontre touristique et peut être visitée.
La tour centrale, avec un accès latéral permettant de relier l'île danubienne d'Oberer Wöhrd, a été détruite en 1789 à la suite des embâcles de glace de l'hiver 1783/84. L'accès au Haut Wöhrd a été initialement restauré temporairement, et peut désormais être utilisé grâce à une structure en fer.
La tour nord, autrefois appelée Tour Noire, qui fut fortement contestée pendant la guerre de Trente Ans lors des batailles de Ratisbonne (1632-1634), fut gravement endommagée lors de la bataille de Ratisbonne en 1809, puis démolie. Son ancien emplacement à l'entrée du quartier Stadtamhof est aujourd'hui occupé par les bâtiments dits du bazar, et constitue un lieu de rencontre populaire.

### Chaussée, garde-corps, parapets
Le pont présente aujourd'hui une chaussée plane. Les trottoirs ont été enlevés après la dernière rénovation, et le pont est désormais entièrement fermé à la circulation. Il mesure entre 7,51 et 7,60m de large. Les murs du parapet mesurent environ 18cm d'épaisseur.

### Piliers et renforts de pont
Les piliers du pont ont été fondés sur des caillebotis en chêne et sont constitués de blocs de grès vert de Ratisbonne et de calcaire du Danube, qui ont été remblayés avec des moellons. Pour ce faire, un batardeau constitué de pieux de chêne a d'abord été construit et la zone située à l'intérieur du barrage a été vidée par pompage.
Pour se protéger de l'affouillement et de l'érosion, les piliers sont entourés d'îlots artificiels effilés, appelés Beschlächte. Pour ce faire, des rangées de pieux ont été enfoncés dans le sous-sol et remblayés avec des moellons de pierre, qui ont finalement été recouverts d'un lourd plafond en maçonnerie. De plus, les deux côtés des piliers étaient pourvus d'extensions triangulaires en brique de différentes hauteurs.Des rochers ont été placés sur les îlots artificiels comme protection supplémentaire contre le courant. Chaque fois que les îlots subissaient des dommages importants dus à des inondations, de nouvelles rangées de pieux étaient placées devant eux. Au fil du temps, ces îlots devenaient si grands que des moulins et des broyeurs à marteaux alimentés par l'énergie hydraulique pouvaient y être construits. Ce n'est qu'entre 1951 et 1963 que les îlots artificiels furent considérablement réduits en taille et protégés par des murs en palplanches.

## Histoire

### 12e-14e siècle

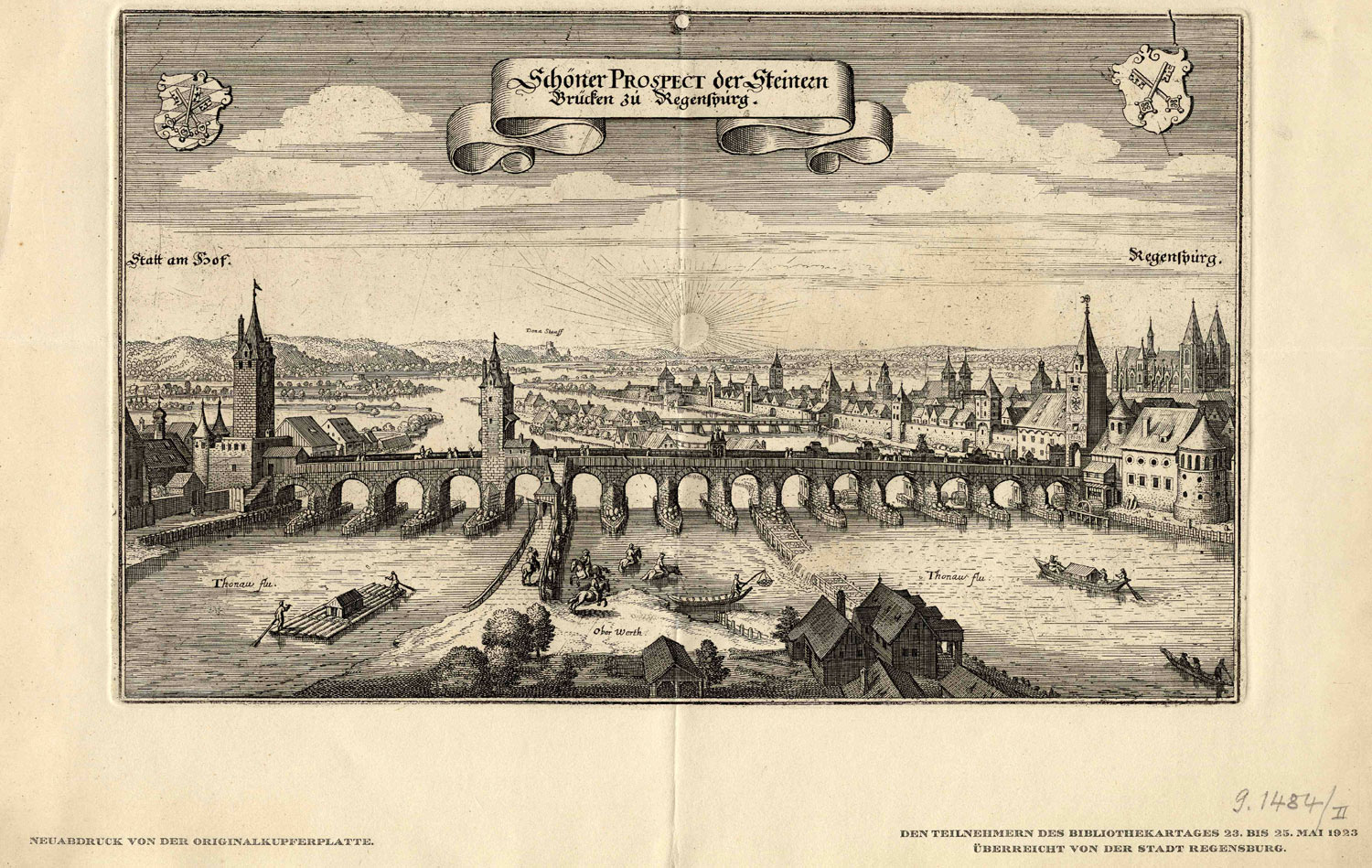
Brochure pont en pierre à trois tours, 17. siècle

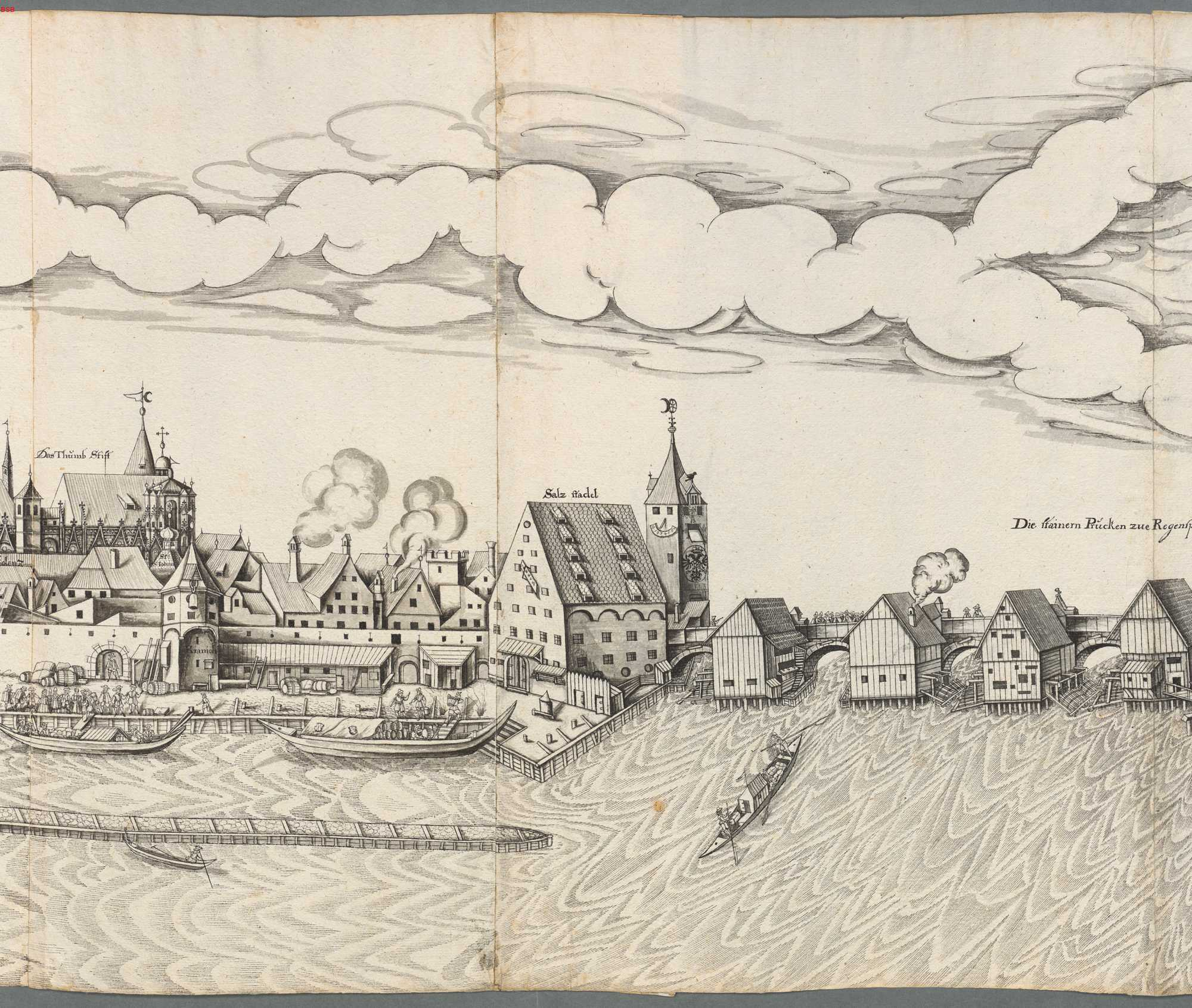
Grange à sel, pont de pierre (vu de l'est) avec la tour sud et bâtiments sur les îlots artificiels (vers 1630)

Les Celtes et les Romains peuvent probablement déjà traverser le fleuve à cet endroit . Charlemagne construit un pont flottant en 792, selon d'autres sources un pont en bois. Cette construction ne dure pas longtemps car «les courants et les intempéries ne cessaient d'arracher la structure».
La construction d'un pont en pierre commence au cours de l'été exceptionnellement sec de 1135. Les travaux, sous la direction d'un constructeur aujourd'hui inconnu, durent jusqu'en 1146. Les commanditaires étaient probablement des marchands de Ratisbonne soutenus par le duc de Bavière Henri le Fier. À l’époque, Ratisbonne était l’une des villes les plus riches et les plus peuplées d’Allemagne. La construction des tours sud et centrale ne peut être datée exactement, elle est estimée à la période allant du milieu du XIIIe au milieu du XIVe siècle, lorsque d'autres fortifications de la ville sont construites. Des recherches archéologiques ont montré que la tour nord, première cible d'une attaque par un ennemi potentiel venant du nord, est construite en 1246.
En 1147, Conrad III lance la deuxième croisade depuis Ratisbonne. La traversée stratégiquement favorable du Danube était probablement l'un des facteurs décisifs. L'empereur Frédéric Ier Barberousse part également de Ratisbonne en mai 1189 pour la troisième croisade. Il accorde au pont des privilèges spéciaux (liberté d'accès au pont et exemption des droits de douane) en 1182. Un bureau de maître de pont est créé, qui possède ses propres droits et revenus et dont le maître de pont garde un sceau de pont avec l'inscription : SIGULUM GLORIOSI PONTIS RATIPONE (Sceau du Glorieux Pont de Ratisbonne) . Les revenus du péage du pont servent à son entretien.
Ratisbonne devient une ville impériale libre en 1245, la frontière d'État entre la ville et le duché de Bavière (plus tard l'électorat ) se trouve alors directement au nord du marché du pont.

### 15e-17e siècle
Entre 1499 et 1502, un pont en bois est construit afin de relier le pont et l'île danubienne d'Oberer Wöhrd.
Pendant la guerre de Trente Ans en 1633, le quatrième joug du pont (aujourd'hui le troisième visible) est détruit par les troupes d'occupation bavaroises alors que les Suédois avancent des deux côtés du Danube. Après la fin des combats, un pont-levis en bois y est installé. Cette construction de fortune perdure jusqu'en 1791. La tour sud du pont et la tour centrale sont également incendiées pendant les batailles de Ratisbonne (1632-1634), et ne sont restaurées qu'après la fin de la guerre en 1648.

### 18e-19e siècle

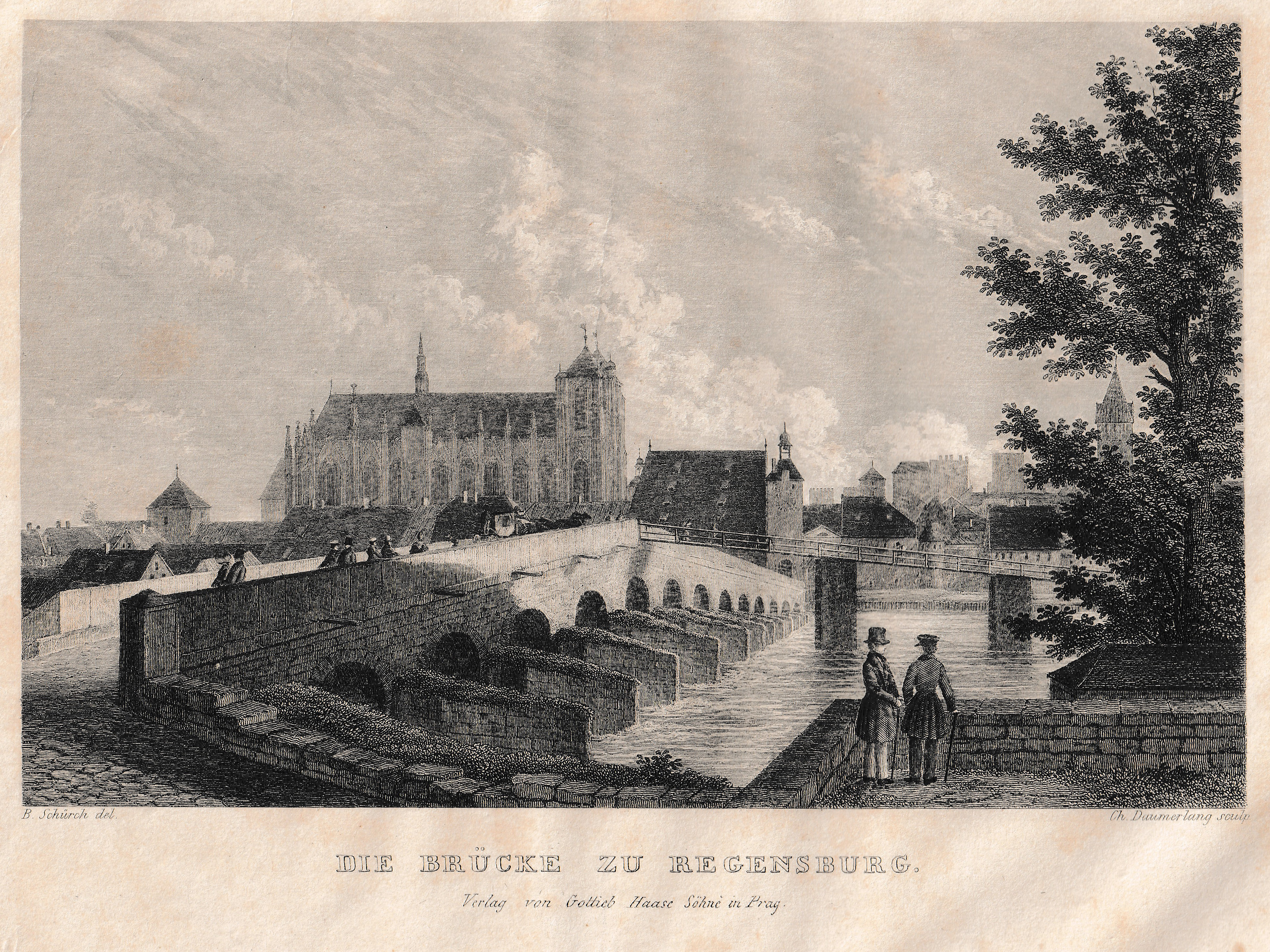
Vue de Ratisbonne depuis l'emplacement historique de la tour centrale vers 1850, avant l'agrandissement des tours de la cathédrale

En 1732, la chaussée du pont de pierre est élargie en remplaçant les épais parapets latéraux d'origine par des dalles de grès plus minces. Le souffle de glace associé à l'inondation catastrophique de février 1784 détruit tous les moulins et broyeurs à marteaux installés sur les îlots artificiels autour des piliers, et endommage tellement la tour centrale qu'elle doit être démolie.
Lorsque les troupes françaises et bavaroises reprennent la ville occupée par les troupes autrichiennes en 1809, la tour nord du pont, appelée Tour Noire, est gravement endommagée lors de la bataille de Ratisbonne et démolie un an plus tard.
Un comptage du trafic réalisé en 1876 montre qu'en moyenne environ 22 138 personnes et 664 wagons utilisent le pont pour traverser le Danube chaque jour.
En conséquence, les dalles du parapet en grès sont remplacées en 1877 par des dalles en granit de Flossenbürg. Dans le même temps, la rampe de liaison en bois vers lîle du Haut Wöhrd (Oberer Wöhrd), qui datait de 1502, est remplacée par une construction en fer.

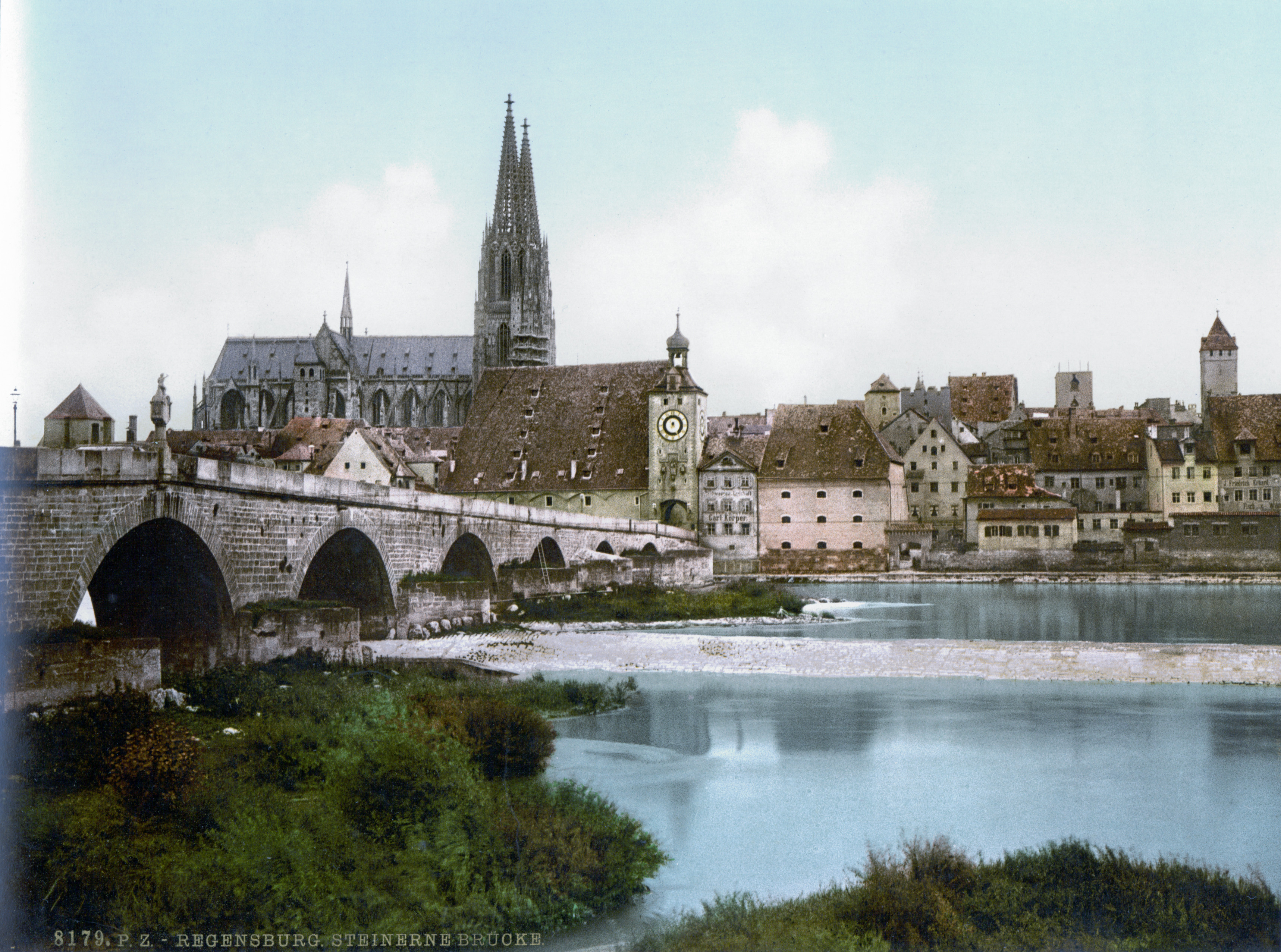
Vue du pont depuis le nord vers 1900 avant la construction du passage du tramway

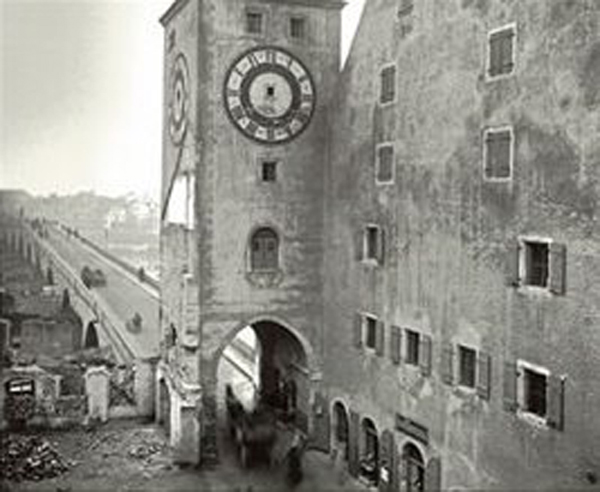
La tour du pont lors de la construction du passage du tramway en 1901/2

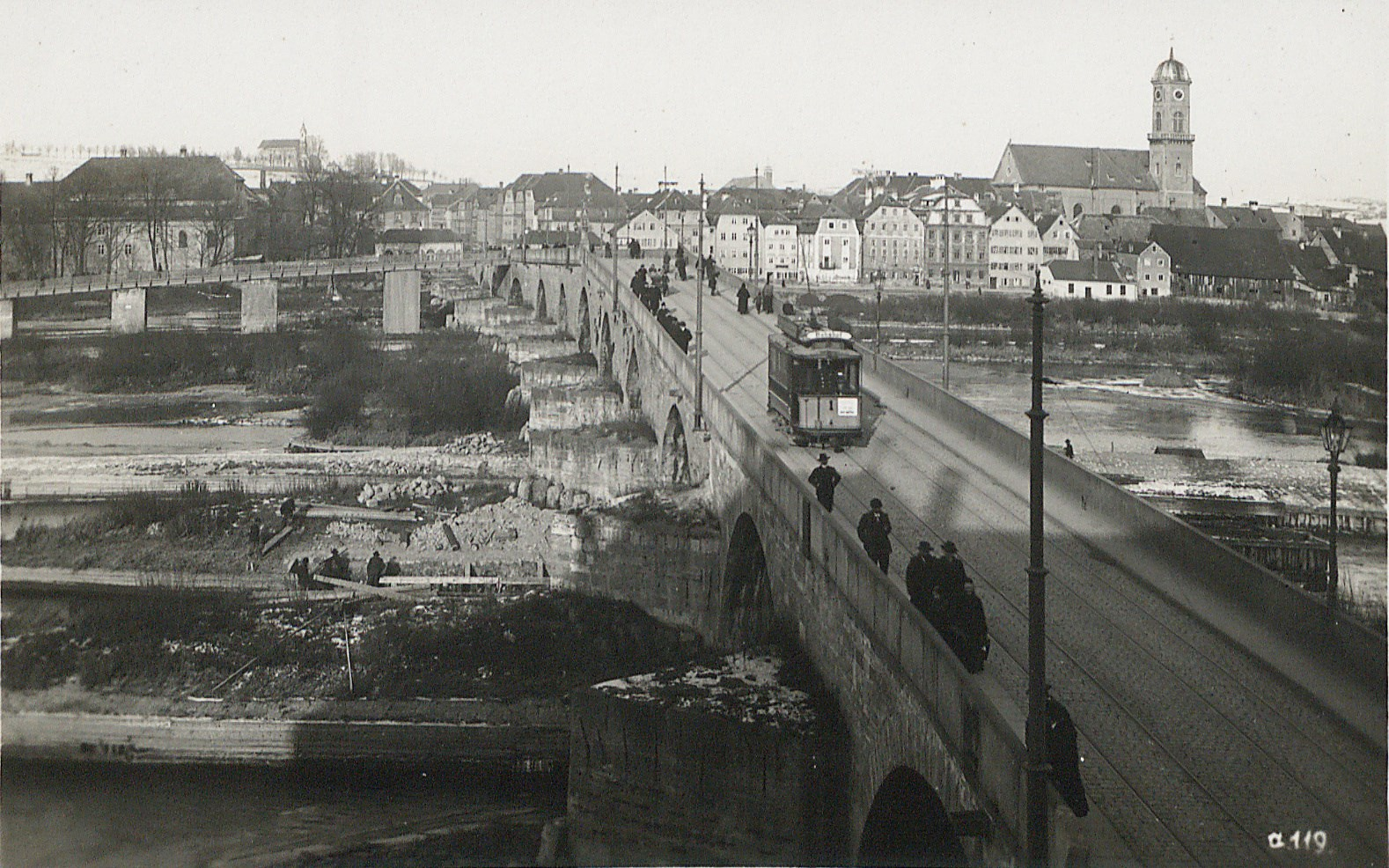
Pont avec tramway 1903

### 20e-21e siècle
Vers 1900, le Danube est devenu une voie de navigation importante. Les autorités municipales et étatiques commencent à considérer le pont de pierre comme un obstacle à la circulation. Ils expriment leur intention « d’envisager la suppression complète du pont de pierre », et entament la planification d'un nouveau pont avec des jougs plus grands et une orientation différente. En conséquence, des discussions animées et une contestation ont lieu au sein de la population. Comme une voie navigable continue pour le transport des céréales devient de plus en plus importante au cours de la Première Guerre mondiale, la Rhein-Main-Donau-AG prend la décision de contourner le pont avec un canal, afin d'éviter des années de conflits avec la population locale. Ces premiers plans de construction de canaux ne sont réalisés que 70 ans plus tard, avec la construction du canal Main-Danube.
Au début du 20e siècle, les tracés des lignes de tramway de Ratisbonne sont planifiés, avec une des lignes traversant le pont afin de relier Stadtamhof au centre-ville de Ratisbonne. L'étroit accès au pont par l'arc brisé dans la tour sud représente alors un obstacle majeur. La solution la plus simple, la démolition de la tour, est évitée de justesse grâce aux efforts de l'urbaniste Adolf Schmetzer. Dans le cadre de sa planification, l'accès élargi est créé d'une manière différente sans perdre la structure historique du pont. Sur le côté ouest de la tour, deux maisons adjacentes - dont la douane du pont - sont démolies. L'espace qui en résulte est comblé par une arcade supplémentaire. Afin d'élargir la chaussée pour raccorder la nouvelle porte, le pont est également légèrement élargi. Les travaux de construction sont achevés en 1902, et n'ont pas altéré la vue sur l'approche du pont.
Environ deux semaines avant la fin de la Seconde Guerre mondiale, en fin d'après-midi du 23 avril 1945, sur ordre du Gauleiter Ludwig Ruckdeschel, les premier et dixième piliers du pont sont détruits pour retarder l'avancée américaine. L'explosion provoque l'effondrement de quatre arches du pont, les deux arches côté ville (I et II), ainsi que et les arches IX et X. Les autres ponts de la ville avaient déjà été détruits le matin-même. Cela signifiait qu'il n'y avait plus de pont intact sur le bras sud du Danube dans la zone urbaine.
Les brèches du pont de pierre sont réparées par les troupes d'occupation américaines qui prennent Ratisbonne le 27 avril. Elles sont initialement comblées avec des éléments du pont Bailey. Peu de temps après, la construction de pontons de secours en bois commence. Ceux-ci ne sont supprimées qu'en 1967, lorsque les voûtes sont reconstruites. Les blocs de grès vert ont servi de coffrage pour la reconstruction des arches par construction en béton armé.
Dans le cadre de travaux de réfection effectués à partir de 1950, le pont reçoit des parapets constitués de dalles en béton. En 1958, pour se conformer à un décret américain, deux chambres à explosifs sont installées dans chacun des quatre piliers 3 à 6, ce qui affaiblit considérablement la structure. L'importance historique et militaire de ces installations a conduit à inscrire ces chambres de sablage sur la liste des monuments historiques. En 1962, les îlots artificiels autour des piliers sont réduits à leur taille actuelle. Des murs de palplanches en acier et des structures massives en béton sont construites autour des piliers pour les protéger de l'érosion.

## Rénovations récentes et état actuel

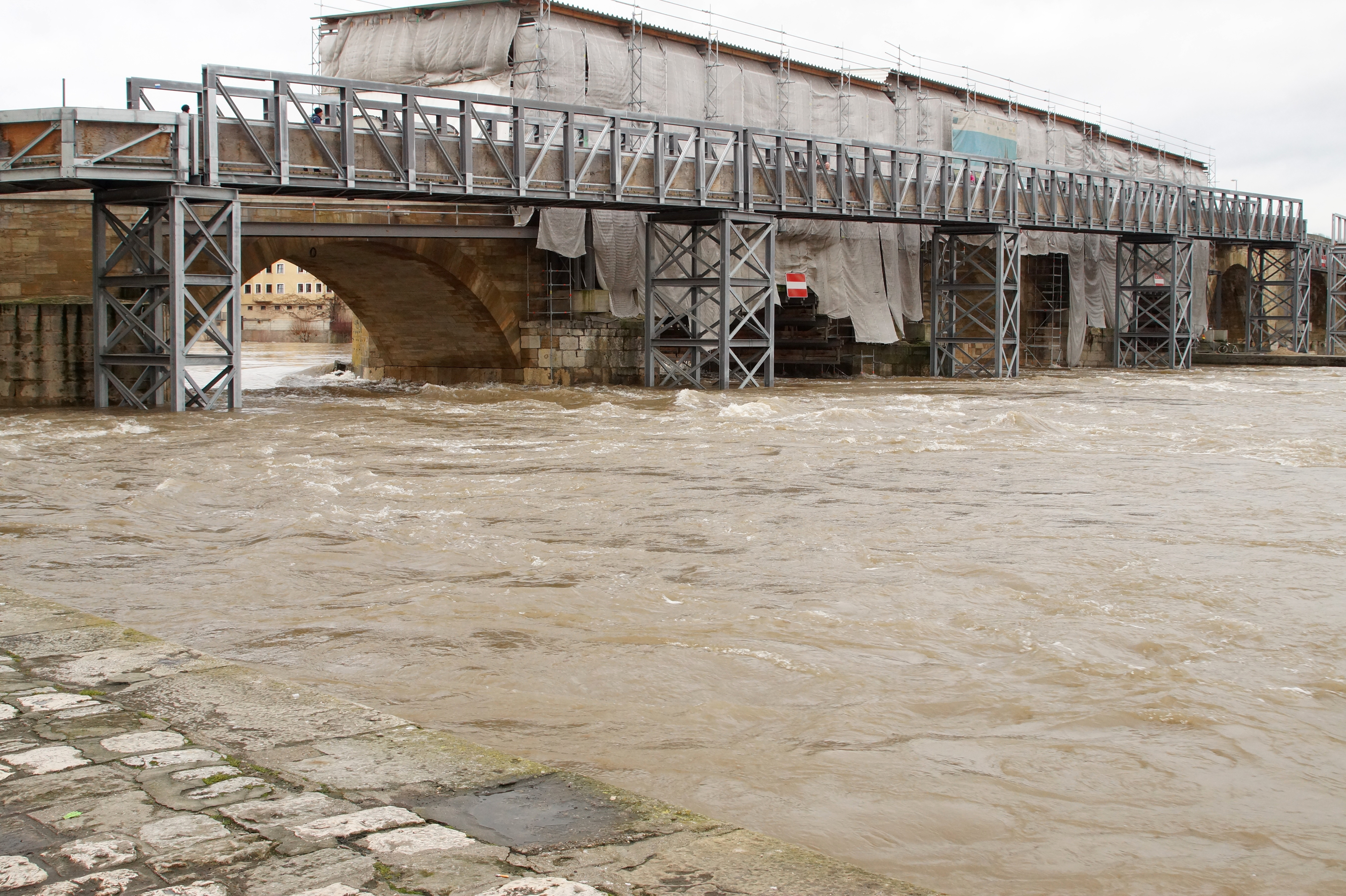
Pont en rénovation

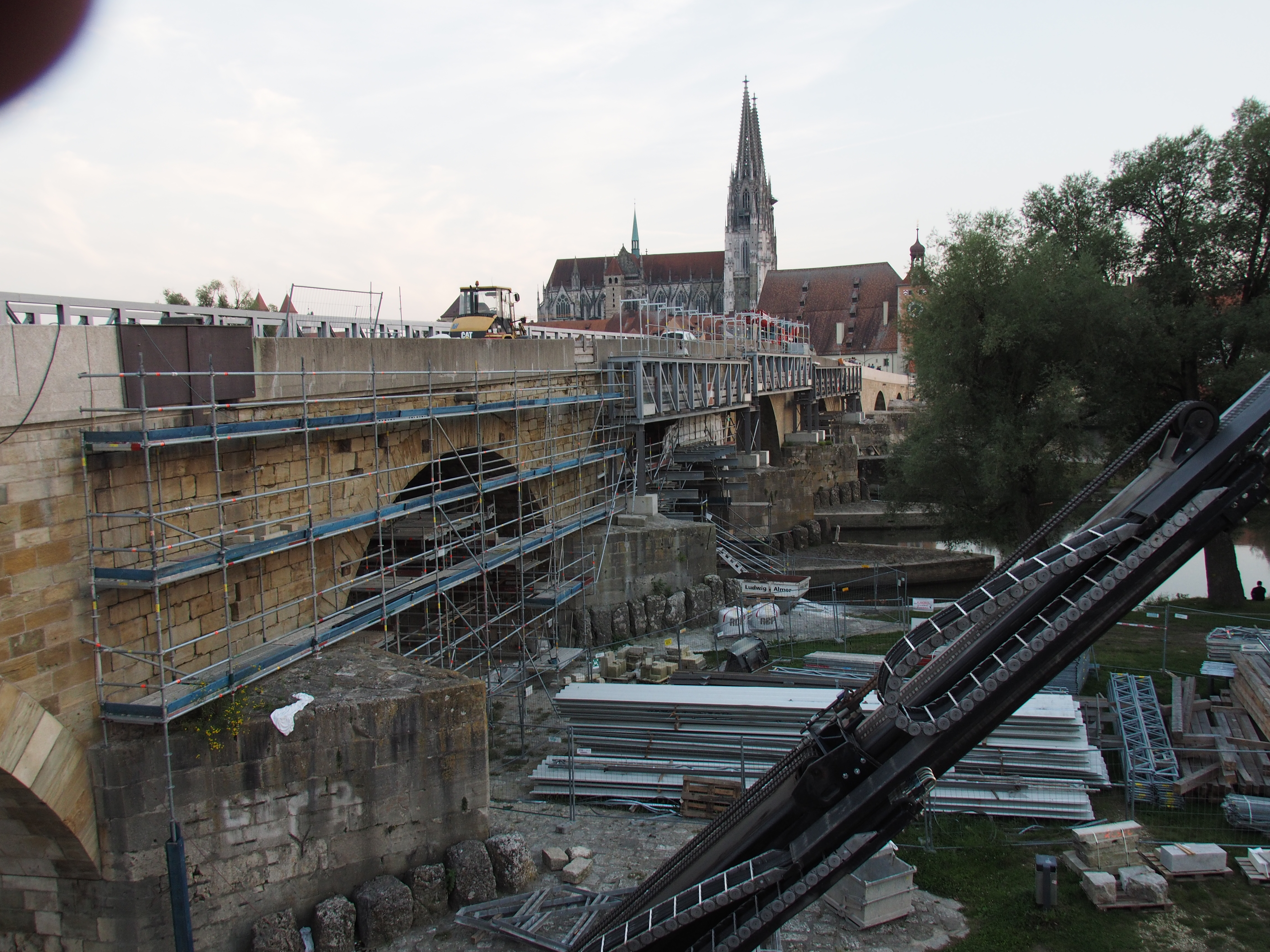
Rénovation du pont (septembre 2016)

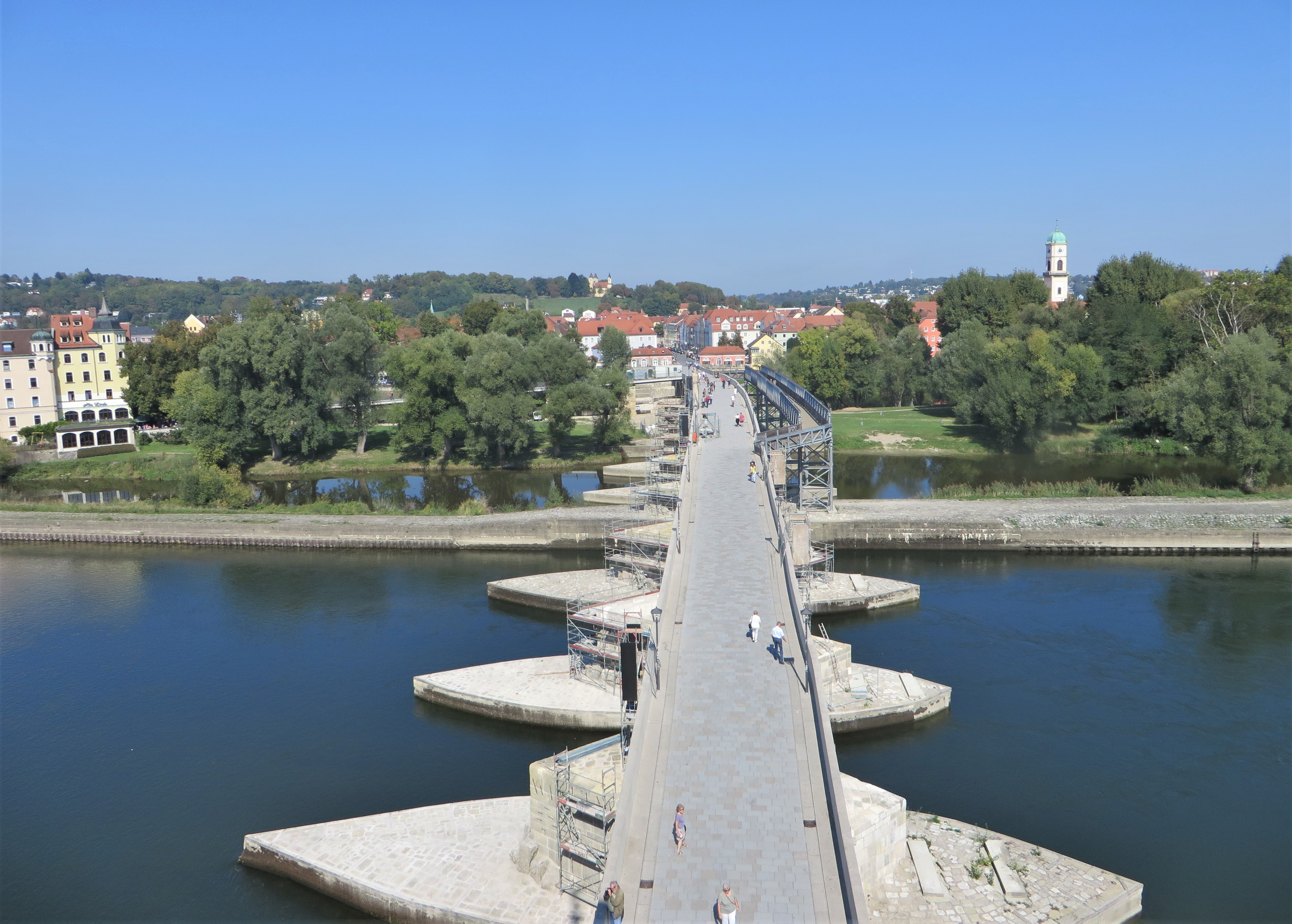
Vue du pont depuis la tour sud du pont, peu avant la fin des travaux de rénovation (sept. 2018)

En raison des fortes charges de trafic au cours du XXe siècle, et surtout du manque d'étanchéité de la chaussée et de l'application de sel de déneigement, la substance pierreuse du pont a été profondément endommagée jusqu'à l'intérieur des piliers. Après un référendum, le pont a été fermé à la circulation automobile en 1997. Le soir du 1er août 2008, la circulation des bus et des taxis a également été interdite. La raison de cette mesure, qui surprenait à l'époque, était un rapport selon lequel les parapets du pont ne seraient pas capables de résister à l'impact d'un autobus.
Le pont a été rénové de 2010 à 2018. Pour la rénovation, des études préliminaires ont été effectuées depuis 1993, telles que des mesures, des mesures hydrographiques, des charges hydrauliques, le comportement porteur, les effets de la température, de la dérive des glaces, du vent et des inondations, divers tests en laboratoire techniques de la pierre et analyse structurelle. Il était particulièrement important de clarifier les futures charges utiles appropriées. Il s'est avéré que les contraintes causées par les bus, en particulier les bus articulés autorisés jusqu'en 2008, étaient plus élevées que les contraintes précédentes causées par l'ancien tramway qui avait traversé le pont jusqu'en 1945. Dans l'ensemble, il est apparu que les dommages majeurs causés au pont ne se sont produits qu'au cours des 100 dernières années de sa durée de vie de près de 900 ans. En outre, il existe des estimations des effets de dommages graves causés au pont dans le passé, tels que l'installation des chambres à explosifs dans quatre piliers.
Une fois les travaux de rénovation terminés, le pont a été définitivement fermé à la circulation automobile. Il est désormais ouvert aux piétons et aux cyclistes.

## Environs
À l'est de l'entrée sud du pont se trouve le Wurstkuchl, une rôtisserie de saucisses construite dans la première moitié du XVIIe siècle. Elle est considérée comme le plus ancien établissement de ce type au monde.
La grange d'Amberg se situe directement à l'ouest de l'entrée sud du pont. Cette ancienne grange à sel, construite en 1551, est désormais un bâtiment résidentiel qui abrite quelques magasins au rez-de-chaussée.